# Sulṭana bint Turki Al Sudairi
Sulṭana bint Turki Al Sudairi (1940 – Riyad, 30 luglio 2011) è stata la prima moglie e cugina del principe Salman bin Abdulaziz. Tre anni dopo la sua morte, il marito di Sultana divenne re dell'Arabia Saudita.

## Biografia
Sultana era la figlia di Turki Al Sudairi che prestò servizio come governatore della provincia di 'Asir dagli albori del Regno fino all'8 giugno 1969 e poi fu nominato governatore della provincia di Jizan.  Era lo zio materno di re Salman.
Sultana sposò Salman bin Abdulaziz nel 1954. Ebbero sei figli: il principe Fahd, il principe Sultan, il principe Ahmed, il principe Abdulaziz, il principe Faisal e la principessa Hessa. La famiglia viveva in un palazzo vicino alla corte reale.
È stata coinvolta in attività filantropiche attraverso la Società di beneficenza per la cura dei pazienti renali del principe Fahd bin Salman e altre organizzazioni di beneficenza in Arabia Saudita e Pakistan. Ha fondato la Princess Sultana Foundation nel maggio 1990. La sua istituzione educativa è stata fondata nel 2000 e nel 2001 è stato fondato il Princess Sultana University College for Women, un istituto di istruzione superiore per donne a Islamabad, in Pakistan.
Sultana bint Turki soffriva di problemi renali dall'inizio degli anni '80 e spesso si recava all'estero per curarsi. Trascorreva lunghi periodi di vacanza presso il palazzo Casa Riad, situato sul Miglio d'Oro di Marbella, accanto al palazzo della famiglia di re Fahd. Durante la sua vacanza a Marbella nel 2011 è stata curata in un ospedale privato lì, ma è stata trasferita a metà luglio dall'aeroporto di Malaga a Riyadh con un aereo ambulanza quando le sue condizioni sono peggiorate notevolmente. Morì all'età di 71 anni a Riyadh il 30 luglio 2011. Le preghiere funebri per lei furono eseguite presso la moschea dell'Imam Turki bin Abdullah a Riyadh il 2 agosto.